# 吉崎栄泰
吉崎 栄泰（よしざき はるやす、1955年2月23日 - ）は、日本の医師、プログラマ。内科の医師を務める傍ら、1990年代から2000年代まで日本で幅広く利用されたアーカイバの一種であるLHA(LZH)を開発した。

## 概要
札幌医科大学・同大学院で内科学（第一内科）を専攻。帯広協会病院副院長などを経て、2007年から黒澤病院（現帯広中央病院）に勤務、同病院名誉院長。大学時代に出たばかりのインテル社のチップを手に入れるほどのコンピュータ好きで、パソコン通信にもはまり込んだ。
1988年に奥村晴彦が LZSS法をさらに算術符号化した LZARIという圧縮アルゴリズムをPC-VAN上に発表すると、吉崎は「算術符号化の部分をハフマン符号化すればもっと効率的なアルゴリズムになるはずだ」との考えから、それに基づいたLZHUF法を開発した。同年末にLZHUF法を採用したアーカイバLHarcをニフティサーブとアスキーネットに公開したところ反響を呼び、後に奥村との交流も深め、アルゴリズムの改良が続けられた。
1990年頃にLHarcをLHAに改称、多くのボランティアの協力を得てUNIX版、Macintosh版、Windows版に移植された。マニュアルは英訳され日本国外のユーザーにも知られるようになり、MS-DOSならびにWindows環境ではZIPとともにデータ圧縮の事実上の標準形式となった。また、ZIP形式を扱うPKZIPがシェアウェアであったのに対し、LHAはフリーウェアであった点も普及に拍車をかけた。
1991年に米PCマガジン編集長賞を、1992年に第1回フリーソフトウェア大賞で大賞を受賞した。

## 専門分野
- 消化器内科
- 膠原病

## 学会
- 日本内科学会
- 日本消化器内視鏡学会

## 著作
- 吉崎栄泰「肝疾患における免疫複合体に関する研究」『札幌医学雑誌』第52巻第3号、札幌医科大学、1983年6月、321-338頁、ISSN 0036472X、NAID 120001797079、OCLC 828838702。
- 吉崎栄泰「インタビュー―ユーザーと意見交換しながらソフトを作る楽しみ」『ASAHIパソコン』第42号、朝日新聞社、1990年9月、118-121頁、ISSN 09160302、全国書誌番号:00069820。